# 日本橋恵太朗
日本橋 恵太朗（にほんばし けいたろう、1月11日 - ）は、日本の漫画家。ペンネームだけでは分かり辛いが、女性である。血液型はAB型。

## 人物
- 福岡県在住。
- 昔東京でアニメスタジオに勤めていたことがあるらしい。

## 作品
- Wonderful☆Spirits （第1回エニックス漫画大賞準大賞受賞〈現・スクウェア・エニックス漫画大賞〉、ガンガンパワード2003年冬季号掲載）
- ぼくらの学園都市 KAGURA'S school life （ガンガンパワード2003年春季号掲載）
- いつも、こころに太陽を。 （ガンガンパワード2004年冬季号掲載）
- トリ×グリ （月刊少年ガンガン2004年10月号掲載）
- 絶対セカイの黒い虎 -realtime★classic- （月刊ガンガンWING2006年11月号 - 2008年5月号連載）全4巻。
- 君が為 （ガンガンONLINE2010年6月17日掲載）
- 週刊マンガ世界の偉人 第9号「織田信長」（2012年 朝日新聞出版）

## 外部サイト
- 日本橋瓦版 - 本人による公式サイト
- 空を架ける流星雲 - PCサイト